# August Carl Bock

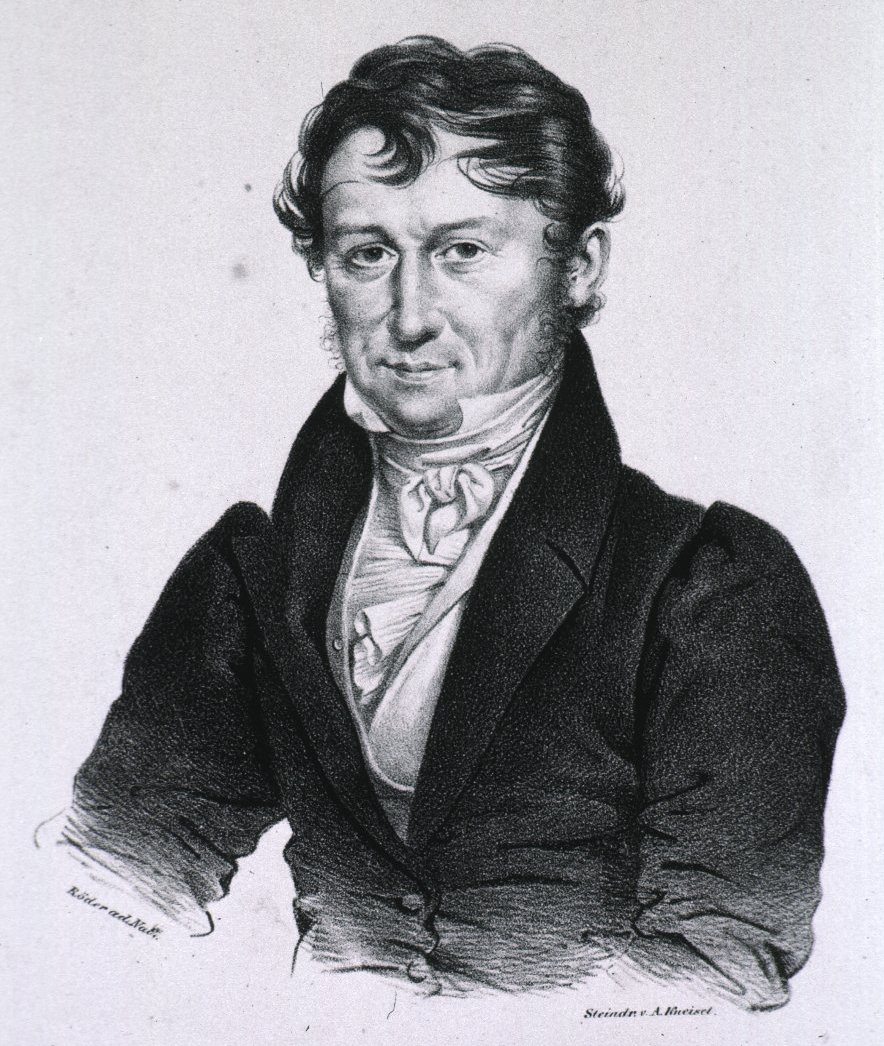
August Carl Bock

August Carl Bock (* 25. März 1782 in Magdeburg; † 30. Januar 1833 in Leipzig) war ein deutscher Anatom.

## Werdegang
Bock war der Sohn armer Eltern, erzogen wurde er von seinem Stiefvater, einem Chirurgen, in Genthin. Später gelangte er als medizinischer Gehilfe nach Halle und Leipzig. Er machte durch sein Interesse für Anatomie auf sich aufmerksam, wurde 1814 Prosektor des Anatomischen Theaters an der Universität Leipzig und 1815 in Erfurt zum Doktor der Medizin promoviert. Einen Ruf nach Königsberg lehnte er aus Dankbarkeit zu seiner Lehrstätte ab. Er wirkte bis zu seinem Tod in der Position des Prosektors in Leipzig.
Als medizinischer Schriftsteller und der Solidarpathologie Morgagnis verbunden lag sein Schwerpunkt auf beschreibenden Darstellungen anatomischer Gegenstände.
Sein Sohn war der Pathologische Anatom Carl Ernst Bock.

## Schriften
- Beschreibung des fünften Nervenpaares und seiner Verbindungen mit anderen Nerven, vorzüglich mit dem Gangliensysteme. 1817
- Handbuch der practischen Anatomie des menschlichen Körpers, oder vollständige Beschreibung desselben nach der natürlichen Lage seiner Theile. 1820
- Darstellung der Venen des menschlichen Körpers : nach ihrer Structur, Vertheilung und Verlauf. 1823 (Allgemeine Enzyklopädie der Anatomie, Band 5)
- Darstellung des Gehirnes, des Rückenmarkes und der Sinneswerkzeuge : so wie auch des menschlichen Körpers überhaupt nach seinem äussern Umfange zum Unterricht für Ärzte, Wundärzte und zum Studium für angehende Mediciner. 1824.
- Darstellung der Organe der Respiration, des Kreislaufes, der Verdauung, des Harnes und der Fortpflanzung. 1825
- Die Rückenmarksnerven nach ihrem ganzen Verlaufe, Vertheilungen und Verbindungen. 1827
- Darstellung der Saugadern des menschlichen Körpers, nach ihrer Structur, Vertheilung und Verlauf etc. etc. 1828
- [Hrsg.] Chirurgisch-anatomische Tafeln, oder Abbildung der Theile des menschlechen Koerpers in Bezug auf chirurgische Krankheiten und Operationen, mit lateinischer und deutscher Erklaerung. 1833
- Gerichtliche Sektionen des menschlichen Körpers